# Lindsaea rosenstockii
Lindsaea rosenstockii är en ormbunkeart som beskrevs av Guido Georg Wilhelm Brause. Lindsaea rosenstockii ingår i släktet Lindsaea och familjen Lindsaeaceae. Inga underarter finns listade.